# الدلب

الدلب  هي إحدى القرى اللبنانية من قرى قضاء راشيا في محافظة البقاع.